# Futbol'nyj Klub Real Farma Odessa
Il Futbol'nyj Klub Real Farma Odessa (in ucraino Футбольний клуб «Реал Фарма» Одеса?, meglio noto come Real Farma Odessa), è una società calcistica ucraina con sede nella città di Odessa. Milita nella Druha Liha, la terza serie del campionato ucraino di calcio.

## Storia
Il club è stato fondato nel 2000 col nome di Limed Pokrovs'ke nella città di Odessa. Tra il 2001 e il 2004 ha giocato nei campionati amatoriali ucraini con la denominazione di Real Pokrovs'ke.
A partire dal 2005, il club viene rinominato Real Farm. Nel 2011 sposta la sua sede da Odessa a Južne. Nello stesso anno, la dirigenza del club ottiene lo status di club professionistico e si iscrive alla Druha Liha, terza serie ucraina, nonché gradino più basso del calcio professionistico nazionale.
Tra il 2013 e il 2015, cambia nuovamente sede sociale, spostandosi a Ovidiopol'. Nel 2015 la squadra ritorna alla sua sede originaria, spostandosi a Odessa.
La squadra è salita alla ribalta delle cronache sportive nel 2025 grazie al suo presidente, giocatore e main sponsor, Mikola Lychovydov.
A luglio 2025 Lychovydov, inserito in rosa come centrocampista, risulta essere il giocatore professionista di movimento più anziano d'Europa, con i suoi 59 anni.

## Organico

### Rosa 2022-2023
| N. |                     | Ruolo | Calciatore                 |
| -- | ------------------- | ----- | -------------------------- |
| 1  | Ucraina (bandiera)  | P     | Yan Koval                  |
| 2  | Ucraina (bandiera)  | D     | Yevheniy Ratushnyak        |
| 3  | Ucraina (bandiera)  | D     | Dmytro Zaychek             |
| 4  | Ucraina (bandiera)  | C     | Oleksiy Kolesnykov         |
| 7  | Ucraina (bandiera)  | C     | Mykola Lykhovydov          |
| 8  | Ucraina (bandiera)  | A     | Vasyl Topal                |
| 9  | Ucraina (bandiera)  | C     | Serhei Nudnyi              |
| 10 | Ucraina (bandiera)  | A     | Dmytro Sula                |
|    | Ucraina (bandiera)  | C     | Vladyslav Polishchuk       |
| 11 | Ucraina (bandiera)  | A     | Mykyta Ihumenov            |
| 12 | Ucraina (bandiera)  | P     | Dmytro Starodubets         |
| 13 | Ucraina (bandiera)  | C     | Ihor Vasylenko             |
| 14 | Ucraina (bandiera)  | C     | Andriy Varenyk             |
| 15 | Moldavia (bandiera) | D     | Mihail Tiscul              |
| 16 | Ucraina (bandiera)  | C     | Mykyta Koshkin             |
| 17 | Nigeria (bandiera)  | C     | John David Chukwufumanha   |
| 18 | Nigeria (bandiera)  | C     | Yahya Mohammad Ugbede-Odjo |
| 19 | Ucraina (bandiera)  | D     | Dmytro Vorobyov            |

| N. |                    | Ruolo | Calciatore               |
| -- | ------------------ | ----- | ------------------------ |
| 20 | Ucraina (bandiera) | C     | Oleksandr Faber          |
| 22 | Marocco (bandiera) | D     | Mohamed Yassine Abouzraa |
| 23 | Ucraina (bandiera) | P     | Mykyta Kucher            |
| 24 | Ucraina (bandiera) | C     | Dmytro Romanov           |
| 25 | Ucraina (bandiera) | A     | Vadym Hranchar           |
| 26 | Ucraina (bandiera) | D     | Dmytro Babilov           |
| 27 | Ucraina (bandiera) | C     | Denys Onufrak            |
| 28 | Ucraina (bandiera) | D     | Dmytro Kostyuchenko      |
| 29 | Ucraina (bandiera) | D     | Kyrylo Levchenko         |
| 33 | Ucraina (bandiera) | D     | Nikita Shcherbak         |
| 44 | Ucraina (bandiera) | C     | Oleksandr Burakhovych    |
| 50 | Ucraina (bandiera) | D     | Serhiy Onufrak           |
| 77 | Ucraina (bandiera) | C     | Andriy Lykhovydov        |
| 99 | Ucraina (bandiera) | A     | Dmytro Plachkov          |
|    | Ucraina (bandiera) | P     | Taras Derkunskyi         |
|    | Ucraina (bandiera) | C     | Roman Oprya              |